# Шарнирная равносоставленность

Анимация шарнирной равносоставленности треугольника в квадрат, а затем в шестиугольник и обратно в треугольник. Заметьте, что цепочка частей квадрата при преобразовании в шестиугольник может быть выстроена в кольцо.

Шарнирная равносоставленность (или равносоставленность Дьюдени) , — вид равносоставленности, в которой части разбиения соединены в цепочку «шарнирами» так, что перекомпоновку от одной фигуры в другую можно осуществить путём непрерывного вращения цепочки без их разъединения.
Обычно предполагается, что части могут накладываться во время движения, что иногда называется «шаткой» моделью шарнирной равносоставленности.

## История

Шарнирная равносоставленность треугольника и квадрата.

Идея шарнирной равносоставленности была популяризована автором математических головоломок, Генри Дьюдени.
Он построил шарнирную равносоставленность квадрата и треугольника (на рисунке) в его книге 1907 года Кентерберийские головоломки .
Теорема Бойяи — Гервина, доказанная в 1807, утверждает, что любые два многоугольника равной площади должны иметь общее разрезание.
Однако вопрос, можно ли разрезать так, чтобы это было шарнирным разрезанием, оставался открытым до 2007, когда Эрик Демайн (с соавторами) доказал, что такое разрезание всегда должно существовать, и предложил алгоритм построения разложения
.
Это доказательство верно даже при требовании, что части при движении не накладываются друг на друга во время движения. Доказательство можно обобщить для любой пары равносоставленных многогранников (см. «Третья проблема Гильберта»).
В трёхмерном пространстве, однако, не гарантируется, что перемещение можно произвести без наложения.

## Вариации и обобщения
Рёберно-шарнирная равносоставленность — равносоставленность, при которой шарниром является соединение вдоль ребра (наподобие дверной петли), что позволяет «перекидывать» в трёхмерном пространстве части разрезания .
К 2002 году вопрос о существовании такой равносоставленности для любых двух многоугольников оставался открытым.